# 가르랑
가르랑(영어: purr, 독일어: Schnurren, 프랑스어: ronronnement)은 고양이과 및 사향고양이과 일부 동물들이 만들어내는 목울림 소리이다. 그 음색은 종마다 다르고, 같은 종 안에서도 개체마다 다르다. 저주파 소리로, 호기와 흡기 쌍방에서 발생한다. 대체로 생후 2일째부터 가르랑거릴 수 있게 되는데, 그 메커니즘은 아직 뚜렷하게 밝혀지지 않았다. 지배적인 이론은 신경진동으로 후두 근육의 수축이 성대를 진동시킴으로써 음이 발생한다는 것이다. 고양이과의 모든 동물, 특히 표범아과 동물들이 가르랑을 할 수 있는지 여부도 논란 대상이다.
고양이는 기쁠 때나 힘들 때 모두 가르랑 소리를 낼 수 있으며, 때문에 가르랑의 의미는 그다지 명확하지 않다.
가르랑을 가리키는 프랑스어, 독일어, 영어 낱말은 모두 "고롱고롱" 과 유사한 의성어이다.

## 상세

### 정의
가르랑은 호기와 흡기 사이의 수십 ~ 수백 밀리초 정도의 짧은 휴지기를 제외한 호흡의 전 단계를 통해 발생하는 진폭이 작은 연속음이다. 흡기 때 소리가 더 낮고 커진다고 여겨지기도 하지만, 2010년 연구에서는 고양이의 가르랑은 호기 때나 흡기 때나 진폭에 변화가 없었고, 치타는 반대로 호기 때 소리가 강했다. 입을 다문 상태에서 발생해 많은 경우 2초 이상 지속되고, 주파수는 25 ~ 20 헤르츠, 기본주파수는 약 20 헤르츠이다. 고양이의 가르랑은 사방 3미터, 치타는 사방 40미터까지 들린다. 소리 크기는 코 높이에서 가장 강해진다.
발성 메커니즘은 호기음과 흡기음이다. 흡기음은 개나 여우 등 많은 동물들이 낼 수 있는 것이 찰스 다윈 이래 알려져 있다. 인간의 경우에도 흡기음은 게르만 어파 등에서 사용된다. 치타와 고양이의 가르랑을 비교한 2010년 발표 조사에 따르면, 치타는 호기음 단계가 더 길지만, 고양이는 호기음과 흡기음 사이에 차이는 없거나, 존재해도 아주 약간 존재했다. 2개 단계를 통해 치타는 고양이보다 많은 사이클을 발생시키지만, 기본 주파수는 고양이와 같았다.
가르랑은 생후 2일째 수유시에 나오게 되고, 어미와 새끼가 이를 통해 커뮤니케이션한다. 어미 고양이가 그루밍을 해 줄때도 가르랑 현상을 보인다. 가르랑은 새끼 고양이가 내는 최초의 울음소리로, 어미 고양이도 가르랑거림으로써 대답한다. 자연 상태에서 가르랑은 어미와 새끼 사이에서 가장 자주 나타나지만, 집고양이는 인간이나 물체와 접촉해도 자주 가르랑거린다. 고양이는 수면 중에는 절대 가르랑거리지 않지만, 대신 냐옹 하고 운다.

### 메커니즘
고양이과 동물들에게 가르랑거리기 위한 전용 기관이 있는 건 아니다. 가장 널리 알려진 가설은 후두의 근육이 매우 급속히 수축해 성문을 수축, 팽창시켜 소리의 발생원인 성대의 급격한 분리가 야기된다는 것이다. 이 가설은 후두 근육의 근전계 계측에 근거하고 있다. 초당 20 ~ 30의 피크에서 규칙적 반복적인 모양이 관측되고, 이것이 후두의 규칙적인 긴장을 가져온다. 후두의 변화는 30 ~ 40 밀리초 주기를 만들어내는 신경진동으로 인한 것이다. 이 신경진동은 막을 수 없으며, 이것은 중추신경계 내부에 고주파 진동 기구가 있음을 시사한다. 이 진동을 일으키는 뇌 부위는 시상하부 근처이다.
1972년의 연구에 따르면 흡기 때 횡격막의 긴장에는 고른 끝이 있고, 후두와 횡격막 사이에 전도의 피크는 동기화되어있지 않았다. 이는 기관의 압력의 음성 변동을 억제하는 것을 가능하게 하고, 후두가 저항을 최소로 하는 기간 중 흡기 공기의 흐름을 촉진한다. 1987년의 새로운 연구에서는 근전도에 따라 호기에 관련된 근육 또한 가르랑거림에 관여하고 있을 가능성이 있음을 보였다. 2000년 데니스 C. 터너와 패트릭 베이트슨의 연구에서는 횡격막과 기타 근육은 호흡을 하기 위해 필요하지만 가르랑 그 자체에 필요한 것은 아니라는 주장이 제기되었다. 후두 근육 수축 가설을 부정할 수 있는 요소 중 하나로, 후두 절개술을 받은 고양이들이 횡격막을 이용해 가르랑거릴 수 있다는 사실이 있다.
다른 가설에서는 기관지, 기관, 비강으로 증폭된 대정맥의 진동이라거나, 가성대 또는 연구개의 진동 등도 거론되고 있다.

### 다른 동물들의 가르랑

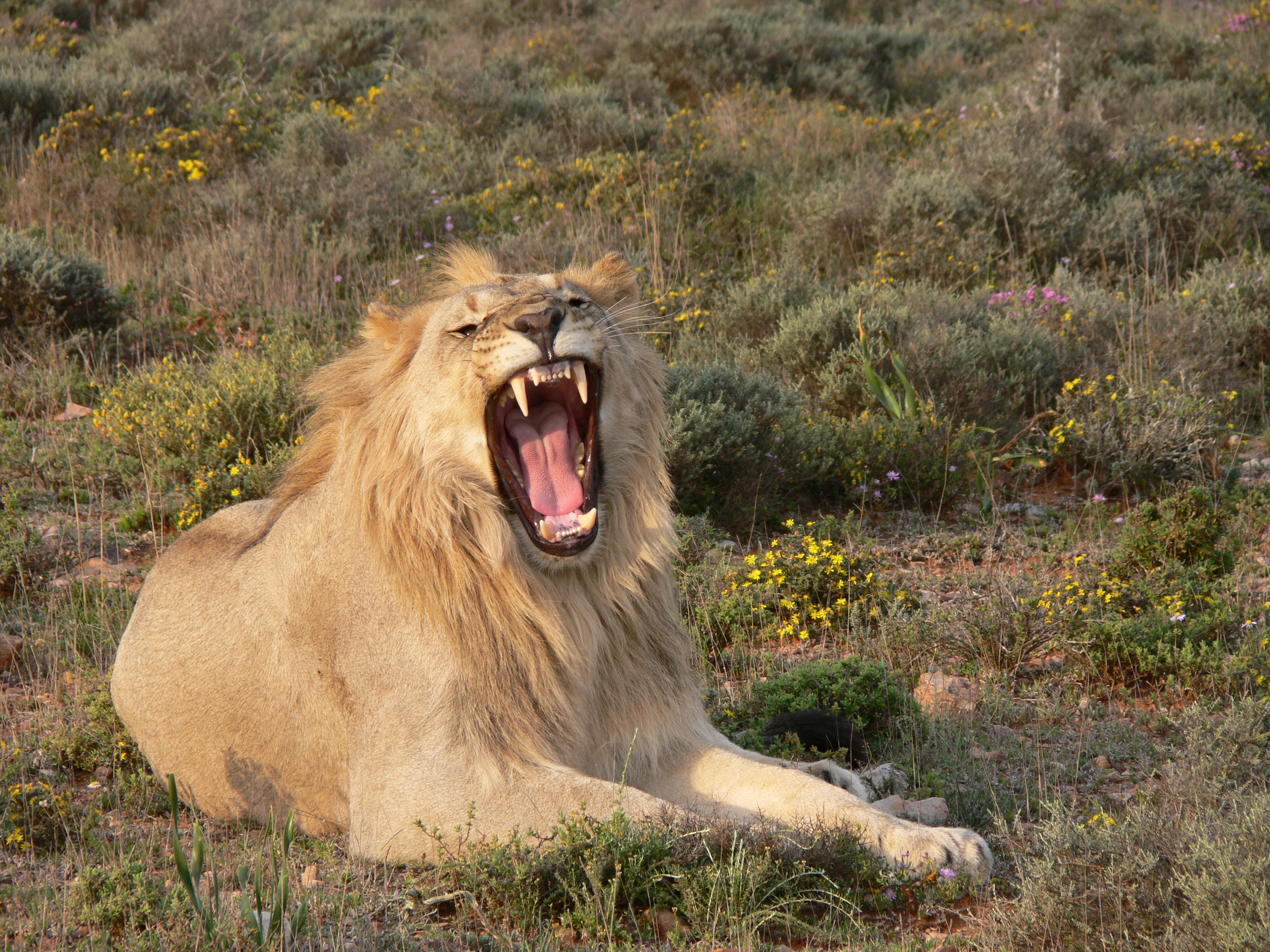
"으르렁"거리는 고양이과 동물은 가르랑거릴 수는 없을 가능성이 있다.

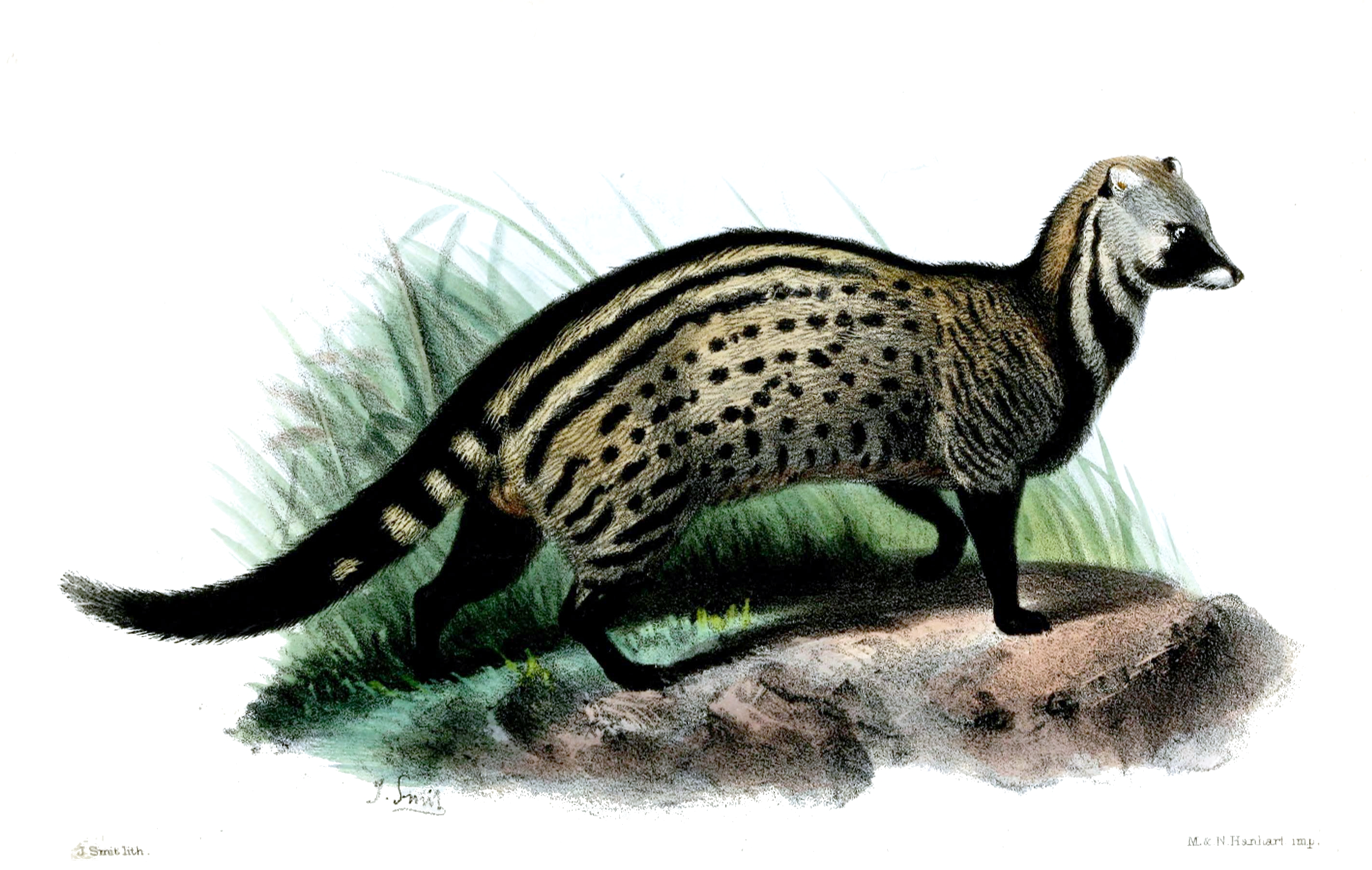
사향고양이과의 동물 일부는 고양이과 동물에 가깝게 가르랑거릴 수 있다.

고양이과 동물의 가르랑은 항상 논란의 대상이 되어 왔다. 사자나 표범 같은 널리 알려진 종도 포함하여, 많은 고양이과 종들이 가르랑거릴 수 있는지 여부는 수수께끼 상태이다. 정보가 전혀 없거나 있어도 불충분하다. 사자, 호랑이, 표범, 재규어, 눈표범 등 표범아과 동물들은 골화가 부분적인, 혹은 골화가 진행되지 않은 설골 인대를 가지고 있으며, 이에 따라 포효 내지 으르렁거림은 할 수 있지만 가르랑거릴 수는 없다고 한다. 그러나 이러한 구분은 1990년대부터 의문이 제기되었다. 표범아과의 발성 구조는 가르랑거리기가 어렵기는 하나, 가능할지도 모른다는 것이다. 폴 하이니 등은 대형 고양이과 동물들은 흡기로 가르랑거릴 수 있다고 주장하고 있다.
골화가 부분적으로 진행되지 않은 설골 덕분에 으르렁거릴 수 있다는 것은 리처드 오언과 뒤이어 레지널드 이네스 포콕이 1916년에 세운 역사적 가설이며, 이에 따라 고양이과에 속하는 종들을 크게 둘로 분류할 수 있게 되었으니, 으르렁거릴 수 있는(가르랑거리지는 않는) 고양이과 동물은 표범아과이고 으르렁거릴 수 없는(가르랑거리는) 고양이과 동물은 고양이아과이다. 구스타프 페터스에 의하면, 가르랑거림은 고양이과의 공조상이 갖고 있던 특성이며, 마찬가지의 발성은 다른 포유류(예컨대 아메리카너구리 나 토끼)에게서도 수렴진화로서 나타난다.
케이프사향고양이나 유럽사향고양이 등 일부 사향고양이과 동물도 가르랑거릴 수 있다.

사자의 설골 구조. 위에서부터 혀(langue), 설골(os hyoïde), 갑상선 연골(cartilage de la thyroïde), 갑상선(thyroïde)

| 가르랑거림 | 어느 쪽이라고도 말할 수 없다                        | 아마도 가르랑거림 | 자료 부족 |
| --- | --------------------------------------------------- | ----------------- | --- |
| - 고양이 - 치타 - 퓨마 - 스라소니 - 보브캣 - 서벌 - 아시아황금고양이 - 오셀롯 - 호랑고양이 - 마게이 - 재규어런디 - 들고양이 - 마블살쾡이 - 살쾡이 - 검은발고양이 | - 사자 - 호랑이 - 재규어 - 표범 - 눈표범 - 구름표범 | - 캐나다스라소니  | - 이베리아스라소니 - 카라칼 - 아프리카황금고양이 - 고기잡이살쾡이 - 정글고양이 - 제프로이고양이 - 마눌고양이 - 모래고양이 - 납작머리살쾡이 - 붉은점박이살쾡이 |

## 의미

### 커뮤니케이션
가르랑거림은 접촉과 결부시키는 경우가 가장 많다. 친한 동료나 인간, 또는 좋아하는 물체와 접촉하고 있을 때 가르랑거린다는 해석이 널리 퍼져 있다. 물체의 예로는 쿠션 따위를 앞발로 꾹꾹이할 때 따위가 있다. 이렇듯 기쁠 때 가르랑거리기도 하지만, 고통스러울 때도 가르랑거림이 나타난다. 수의사들은 고양이들이 스트레스를 받거나 상처를 입거나 심지어 죽어갈 때 끊임없이 가르랑거림을 관찰한 바 있다.
고양이는 의존성을 나타낼 때 가르랑거리는 일이 많다. 새끼 고양이는 어미고양이의 젖에 의존하고, 도움이나 애무를 요구할 때는 인간에게 의존한다. 목구멍 가르랑거리기는 고양이들의 사회관계에서 중요한 역할을 담당하고 있으며, 이를 통해 자기 상태를 주위에 있는 인간과 고양이에게 전달한다. 가르랑거리는 새끼는 어미에게 자신이 건강함을 전하고, 성묘도 애무를 받으며 가르랑거림으로써 만족을 표현한다. 또한 사회적 유대를 강화하고 분쟁을 방지할 수 있다(지배적인 고양이와 조우한 고양이는 가르랑거린다）. 데니스 C. 터너와 패트릭 베이트슨에 따르면 가르랑거림은 사회적역할은 인간 사이의 미소에 상응하는 것이며, 데스몬드 모리스는 가르랑의 공통 메시지가 "악의 없음"이라는 것을 설명하고 있다. 1985년 조엘 드하스는 고양이가 자기 자신을 위해, 예를 들어 안정을 되찾기 위해 가르랑거릴 수도 있다는 설을 제기했다. 이 설을 따르면 아픈 고양이가 가르랑거리는 이유가 충분히 설명된다. 구스타프 페터스 또한 가르랑거림이 자기커뮤니케이션(autocommunication)의 사례가 될 수 있다고 말한다.
집고양이는 핏덩이 아기의 울음소리와 비교되는 매우 날카로운 소리와 보통의 가르랑거림이 뒤섞인 "추가" 가르랑거림을 발달시켰다. 일반적인 가르랑거림과 날카로운 소리가 섞인 "호소하는"가르랑거림을 50명의 사람에게 들려준 결과 피험자 전원이 후자에서 호소하는 뉘앙스를 감지했다. 이것은 고양이가 인간과의 커뮤니케이션에 적응한 것이라고 연구자들은 결론내렸다.

### 치료 수단?
고양이는 골절 치유가 빠르고 수술 후 병발증이 적으며, 개에 비해 뼈·힘줄·인대의 유병률이 낮다고 수의사들은 생각하고 있다. 주파수 25 ~ 30 헤르츠의 가르랑거림은 뼈·힘줄·인대에 대한 치유 및 진통 효과가 있다는 가설이 나오고 있다. 고양이과 동물 중 상당수가 날카로운 통증과 근골 문제를 진정하는 효과가 있는 주파수의 진동을 발하는 것이다. 이 가설에 따르면 고양이가 목을 울리는 것은 몸의 건강을 유지하는 수단이라는 소리가 된다.
이 이론은 두 가지 관찰을 기반으로 한다. 우선 가르랑거림은 특정 감정이나 상태와 연관되지 않는다. 고양이는 만족한 때에도 죽을 것 같은 때에도 모두 가르랑거린다. 그리고 고양이과의 동물 다수에게서 가르랑거림이 나타남은, 자연선택의 관점에서 이 행동에 어떠한 이점이 있기 때문이라고 추측할 수 있다. 다수의 연구자가 20 ~ 140 헤르츠의 저주파음이 뼈와 근육, 힘줄에 유익한 효과가 있고 진통 효과가 있다는 것을 보여주고 있다. 이러한 소리는 감정을 일으키므로 정신적인 효과도 있다.

## 같이 보기
- 고양이 의사소통
- 꾹꾹이

### 내용주
1. ↑  Dennis 등에 따르면 새끼 고양이는 « brrp », « mhrn », « chirp » 등으로 음사될 수 있는 가르랑거림도 사용한다.
2. ↑  케이프사향고양이의 가르랑거림 sur Robert Eklund’s Ingressive Phonation & Speech Page
3. ↑  치타의 가르랑거림 sur Robert Eklund’s Ingressive Phonation & Speech Page
4. ↑  서벌의 가르랑거림 sur Robert Eklund’s Ingressive Phonation & Speech Page
5. ↑  懇願の喉鳴らしを聴く - BBC News

### 참조주
1. 1 2 3 4 5  Dennis C. Turner et Patrick Bateson (2000). The domestic cat The biology of its behaviour. Cambridge: Presse universitaire de Cambridge. 244쪽. ISBN 0-521-63648-5.
2. ↑  Dennis C. Turner et Patrick Bateson, op.cit., « The mother-kitten relationship », p.27-29
3. ↑  Mel et Fiona Sunquist, op.cit., « The essence of cats », p.10
4. 1 2  Joël Dehasse (2008). Tout sur la psychologie du chat (프랑스어). Odile Jacob. 608쪽. ISBN 2738119220.
5. 1 2  J.E. Remmers et H. Gautier (1972년 7월 13일). “Neural and mechanical mechanisms of feline purring”. Respiration Physiology (영어) 16 (3): 351–361.
6. ↑  P.A. Kirkwood, T.A. Sears, D. Stagg et R.H. Westgaard (1987년 3월 3일). “Intercostal muscles and purring in the cat: the influence of afferent inputs”. Brain Research (영어) 405 (1): 187–191.
7. 1 2  Dennis C. Turner et Patrick Bateson, op.cit., p.231
8. 1 2  Gerald E. Weissengruber, Gerhard Forstenpointner, Sandra Petzhold, Claudia Zacha et Sibylle Kneissl (2008). “Anatomical Peculiarities of the Vocal Tract in Felids”. Anatomical Imaging (영어). 15–21쪽. ISBN 978-4-431-76932-3. 2012년 12월 6일에 원본 문서에서 보존된 문서. 2011년 3월 7일에 확인함.
9. ↑  GE Weissengruber, G Forstenpointner, G Peters, A Kübber-Heiss et WT Fitch (2002년 9월). “Hyoid apparatus and pharynx in the lion (Panthera leo), jaguar (Panthera onca), tiger (Panthera tigris), cheetah (Acinonyx jubatus) and domestic cat (Felis silvestris f. catus)”. J Anat. (영어) 3 (201): 195–209. 2011년 3월 7일에 확인함.
10. 1 2  “Ronronnement du chat : comment font les chats pour ronronner ?” (프랑스어). 2008년 12월 25일. 2011년 3월 7일에 확인함.
11. ↑  Otto J. Sieber (1984). “Vocal communications in Raccoons (Procyon lotor)”. Behaviour.
12. ↑  J. Mayer (2007). “Use of behavior analysis to recognize pain in small mammals” (pdf). LAB ANIMAL (New York).
13. ↑  Gustav Peters (2002). “Purring and similar vocalizations in mammals”. Mammal Review (영어) (32): 245–271.[깨진 링크(과거 내용 찾기)]
14. ↑  Robert Eklund (2009년 9월 5일). “Robert Eklund’s Ingressive Phonation & Speech Page” (영어). IDA. 2011년 3월 7일에 확인함.
15. ↑  Robert Eklund, Gustav Peters et Elizabeth D. Duthie (2010년 7월). “An acoustic analysis of purring in the cheetah (Acinonyx jubatus) and in the domestic cat (Felis catus)” (pdf). 《Proceedings of Fonetik》 (영어): 17–22.
16. ↑  Mel Sunquist et Fiona Sunquist (2002). Wild Cats of the World. Chicago: Presse universitaire de Chicago. 452쪽. ISBN 0-226-77999-8. , « Appendix 4 Vocal communication in Felids »
17. ↑  Docteur Jean-Pierre Mauriès. “Le ronronnement”. Site de Vétopsy. 2011년 3월 7일에 확인함.
18. ↑  Christiane Sacase (1994년 2월). 〈Comprendre et connaître le chat〉. 《Les Chats》. Guide vert. Solar. 256쪽. ISBN 2-263-00073-9.
19. ↑  モリス 2009, 49–51쪽
20. 1 2  . 602쪽. ISBN 2-7381-1603-5. |제목=이(가) 없거나 비었음 (도움말).
21. ↑  “Dr. Gustav Peters - Current Projects” (영어, 독일어). Zoologisches Forschungsmuseum Alexander Koenig. 2013년 12월 2일에 원본 문서에서 보존된 문서. 2011년 3월 7일에 확인함.
22. ↑  Jennifer Viegas (2009년 7월 13일). “Cats Use Special Purr to Manipulate Humans”. DiscoveryNews. 2011년 3월 7일에 확인함.
23. ↑  Victoria Gill (2009년 7월 13일). “Cats ‘exploit’ humans by purring”. BBC News. 2011년 3월 7일에 확인함.
24. ↑  서섹스 대학. “Domestic cats: Inter-specific communication”. 2011년 7월 3일에 원본 문서에서 보존된 문서.
25. ↑  “ネコののど鳴らす音、気づいて欲しいときは高周波 英研究” (일본어). AFPBB News. 2009년 7월 14일. 2011년 4월 16일에 확인함.
26. 1 2 3  “The Felid Purr: A bio-mechanical healing mechanism” (영어). 2011년 7월 3일에 원본 문서에서 보존된 문서. 2011년 3월 7일에 확인함.